# Pluvault
Pluvault korábbi község (település) Franciaországban, Côte-d’Or megyében. 2019. január 1-jén Longeault községgel egyesült és Longeault-Pluvault új község része lett.
Lakosainak száma 546 fő (2018. január 1.). Pluvault Longeault, Tart-le-Bas, Collonges-lès-Premières, Genlis és Pluvet községekkel határos.

## Népesség
A település népességének változása:
| Lakosok száma | 232  | 271  | 468  | 509  | 528  | 526  | 545  | 559  | 547  | 546  |
|               | 1968 | 1975 | 1982 | 1999 | 2006 | 2011 | 2013 | 2016 | 2017 | 2018 |